# Sony Ericsson K810i
Sony Ericsson K810i — сотовый телефон, выпущенный компанией Sony Ericsson 4 мая 2007 года. Полный аналог K800i в новом дизайне. Улучшена шторка камеры, добавлены новые материалы — стекло (лицевая панель) и металлические кнопки (на самом деле кнопки из пластмассы, но покрашены под металл). Единственным программным отличием стало наличие у K810i Photo fix и TrackID. Камеры линейки K790i-K800i-K810i считаются эталонными в своем классе.

## Технические характеристики

### Общие характеристики
- Дата выхода на рынок: 2007 г.
- Стандарт: eGSM 900/1800/1900, UMTS 2100
- Аккумулятор: Li-Pol (BST-33) емкостью 950 мАч
- Время работы: в режиме разговора 10 часа, в режиме ожидания до 400 ч.
- Дисплей: цветной, TFT, 31×41 мм, TFT , 262.14 тыс. цветов, 240x320 px.
- Вес: 115 грамм
- Размеры: 105х47х17 мм
- Корпус: трубка (моноблок)
- Антенна: встроенная

### Цифровая камера
- Количество пикселей: 3.2 mpx (CMOS)
- Максимальное разрешение: 2048x1536 px
- Zoom: цифровой, 32-кратный
- Вспышка: ксеноновая
- Запись видео: со звуком, максимальное разрешение роликов — 176х144 px, 15 к/с
- Автофокус
- Фронтальная VGA-камера для видеотелефонии

### Звонок и набор номера
- Полифония: 72-тональная
- Формат мелодий: полифонические, MP3 (возможно использование в качестве звонка)
- Встроенная громкая связь
- Голосовой набор, управление
- Присвоение мелодий и фото в телефонной книге
- Виброзвонок
- Автодозвон
- АОН
- Конференц-связь

### Передача данных
- Браузер WAP 2.0, xHTML, HTML (NetFront 3.2)
- GPRS class 10
- Bluetooth 2.0 (A2DP-профиль)
- IRDA
- E-mail-клиент (SMTP/POP3/IMAP4)
- Fast Port
- USB 2.0
- RSS Feed

### Память
- Встроенная память: 74 MB, динамическая
- Memory Stick Micro (M2) до 8 ГБ
- Присвоение изображений и мелодий записям

### Работа с сообщениями
- SMS
- MMS
- EMS
- E-mail
- Предикативный ввод текста Т9/iTAP
- Instant Messaging
- Push-email

### Мультимедиа
- Форматы: MPEG4, H.263, AMR, MP3, WMA, AAC, 3GP, AAC+, eAAC+, m4a (максимальное разрешение — 320x240, однако при высоком битрейте видео в mp4 может воспроизводиться рывками, «тормозить»)
- Музыкальный и видеоплеер
- FM-Радио, стерео
- Java (MIDP 2.0)
- Фотоальбом (My Pictures)
- MusicDJ™
- PhotoDJ™
- VideoDJ™
- 3D Игры
- TrackID™

### Дополнительные функции
- Органайзер с поддержкой событий различного типа, установка напоминаний
- Редактор изображений
- Синхронизация с ПК
- Диктофон
- Список дел
- Профили пользователя
- Калькулятор, конвертер валют
- Встроенный менеджер файлов

### Особенности
- Оригинальный стильный дизайн клавиатуры
- Цифровая камера Cyber-shot
- Литий-полимерный аккумулятор со значительным временем работы